# Traición al jurado
Traición al jurado (título original: Trial by Jury) es una película estadounidense de 1994 dirigida por Heywood Gould y protagonizada por Joanne Whalley, Armand Assante y Gabriel Byrne.

## Argumento
Un día una joven divorciada, que es madre de un niño de siete años, es convocada para formar parte de un jurado. A pesar de haber podido esquivarlo fácilmente, ella no lo hace, ya que lo considera un deber cívico.
Sin embargo su confianza en las instituciones se resquebraja cuando es amenazada por los secuaces del mafioso que está siendo juzgado en el juicio en la que ella forma parte como miembro del jurado. No sabe adonde acudir, y no tiene otra elección que provocar disensiones entre el jurado para que no acuerden el veredicto de culpabilidad. De lo contrario, algo le ocurrirá a su hijo.

## Reparto
| Actor            | Personaje      |
| ---------------- | -------------- |
| Joanne Whalley   | Valerie Alston |
| Armand Assante   | Rusty Pirone   |
| Gabriel Byrne    | Daniel Graham  |
| William Hurt     | Tommy Vesey    |
| Kathleen Quinlan | Wanda          |
| Margaret Whitton | Jane Lyle      |
| Ed Lauter        | John Boyle     |
| Richard Portnow  | Leo Greco      |

## Producción
La película fue filmada en Toronto.

## Recepción
La película ha sido valorada en portales cinematográficos por la audiencia y los críticos profesionales. En el portal cinematográfico IMDb, con aproximadamente 2100 votos registrados al respecto, el filme obtiene en ese portal una media ponderada de 5,4 sobre 10. En cuanto a Rotten Tomatoes, los más de 1000 votos registrados en el portal dieron a la producción cinematográfica una valoración mediana de 2,7 de 5, mientras que los 13 críticos profesionales registrado allí le dan una vbaloración media de 3,5 de 10. También cabe destacar, que en La Vanguardia el 55 % de los usuarios registrados allí le dieron una valoración positiva.